# Francesco Caraccio
Francesco Caraccio (Maruggio, 16 gennaio 1948) è un artista, pittore e scultore italiano.

## Biografia
Giuseppe Francesco Giannotta, in arte Francesco Caraccio, nasce a Maruggio in provincia di Taranto nel 1948. Nel 1963 si trasferisce in Francia, nazione per cui l'artista ha sviluppato un amore incondizionato, prima a Fontainebleau, dove studia il francese e in seguito a Parigi, città in cui frequenta il liceo artistico; nel 1972 porta a termine il suo percorso di studi superiori a Bruxelles. Negli anni successivi frequenta un corso di specializzazione in scultura ad Amsterdam. Nel 1975 ha realizzato a Montelparo un grande Monumento ai caduti in granito e marmo con bassorilievi. Dal 1981 al 1982 ha trascorso un periodo di studi e di ricerca a Boston e New York. Fra il 1985 e il 1987 ha lavorato al progetto di un Monumento alla Danza per la città di Monza, insieme agli scultori Vitali e Prini. Nel 1990 vince la medaglia d'oro al Premio Sulmona e da questo anno entra a far parte di alcune aste nazionali. La sua ricerca artistica lo divide tra l’Italia e l’amata Provenza, con viaggi ed esposizioni negli Stati Uniti; le sue opere vengono esposte in numerosi musei a San Pietroburgo, Vilnius, Shanghai, Hong Kong, Houston, New York, San Francisco, Parigi e L'Aia.

## Opere e Critica
La tecnica più utilizzata dal pittore è l'olio su tela. I soggetti più frequenti sono volti e figure umane caratterizzate da una ricerca informale. Negli ultimi anni si diletta realizzando opere analitiche che esprimono una sintesi del suo percorso artistico, fortemente legato all'Espressionismo.
Nel 1990, il professore Paolo Levi cura la personale dal titolo Maschere Moderne, all'interno della rassegna “Arte in palcoscenico”, presso il Teatro dei Filodrammatici, a Milano. Nel 2007, inaugura la personale “Figures. Paesaggi Umani” al Museo d'arte contemporanea (Lissone), in concomitanza con l’esposizione dedicata ai fratelli De Chirico. Il catalogo della mostra è introdotto da una presentazione della Professoressa Martina Corgnati.
Oltre a Levi e a Corgnati altri importanti critici hanno analizzato l’opera dell'artista, sia in Italia che all'estero. Per citarne solo alcuni: Alberico Sala, Francesco Passoni, Serena D’Arbela, Romano Giuffrida, Enrico Crispolti, Enzo Di Martino, Flaminio Gualdoni, Nicola Scontrino, Tommaso Paloscia, Raffaele De Grada, Giuliana Picarelli.